# 中国古典小説選
中国古典小説選（ちゅうごくこてんしょうせつせん）は、明治書院「新釈漢文大系」の姉妹編（竹田晃・黒田真美子編者代表）で、2005年から2009年にかけ刊行された。
古代説話・寓話から漢・六朝の志怪小説・唐代の伝奇小説を経て、清代までの「文言作品集」の文学叢書。「原文」と「書き下し文」を記載し、通釈・語釈（現代語訳と解説）、余説と索引を備える。

## 刊行書
1. 漢、魏　蜀王本紀、列仙伝(抄)、山海経(抄)、穆天子伝、燕丹子、西京雑記(抄)、神異経(抄)、海内十洲記(抄)、洞冥記(抄)、趙飛燕外伝、漢武故事(抄)
2. 六朝 1　捜神記、幽明録（中国語版）、異苑ほか
3. 六朝 2　世説新語
4. 唐代 1　古鏡記（中国語版）、補江総白猿伝、遊仙窟
5. 唐代 2　離魂記、枕中記、任氏伝、柳毅伝、李章武伝、霍小玉伝、南柯太守伝、謝小娥伝、李娃伝、三夢記、東城老父伝、鶯鶯伝、無双伝、虬髯客伝、陳義郎、王諸、華州参軍、紅綫伝、崑崙奴、聶隠娘、歩飛烟
6. 唐代 3　広異記、玄怪録（中国語版）、宣室志（中国語版）ほか
7. 宋代　緑珠伝、楊太真外伝、李師師外伝、夷堅志
8. 明代　剪灯新話
9. 清代 1　聊斎志異
10. 清代 2　聊斎志異
11. 清代 3　閲微草堂筆記、子不語、続子不語
12. 歴代笑話　笑林、啓顔録、東坡居士艾子雑説、新編酔翁談録、嘲戯綺語、権子、雪濤諧史、笑賛、三台万用正宗、笑謔門、笑府